# Nipponogelasma
Nipponogelasma is een geslacht van vlinders van de familie spanners (Geometridae), uit de onderfamilie Geometrinae.

## Soorten
- N. immunis Prout, 1930
- N. lucia Thierry-Mieg, 1916